# Mohammed Abdullah Hassan
Mohammed Abdullah Hassan (Somalija, 7. travnja 1856. – Etiopija, 21. prosinca 1920.), somalijski vjerski i narodni vođa, borac protiv britanskih, talijanskih i eitopskih kolonizatora i osnivač Derviške države. Među Somalcima uživa ugled narodnog junaka.

## Rani život
Rođen je 1856. godine u gradu Buuhoodle na sjeverozapadnoj granici Somalije s Etiopijom, tada dijelom britanskog kolonijalnog protektorata imena Britanski Somaliland. Bio je najstarije dijete svoga oca, koji se za života ženio nekoliko puta i imao trideset djece. Odrastao je zajedno s pastirima i stočarima, koji su ujedno bili i ratnici na devama i konjima. 
S jedanaest godina naučio je cijeli Kuran napamet i stekao naslov hafiza, nakon čega je nastavio svoje teološko obrazovanje. Djedova smrt 1875.
godine ostavila je veliki trag na njegov kasniji život. Godine 1891. oženio je Ogadenku, a tri godine kasnije s dva ujaka i jedanaest prijatelja odlazi na hodočašće u Meku, kako bi izvršio hadž. U Saudijskoj Arabiji ostao je godinu i pol dana, gdje je prisustvovao brojnim prpovijedima karizmatičnih duhovnih vođa iz Sudana. Cijelo to iskustvo u potpunosti je promijenilo njegov život.

## Vjerska misija
Godine 1895. vraća se u grad Berbera u današnjem Somalilandu, koji je bio glavna britanska izvozna luka mesnih proizvoda i prerađevina za jemensku luku Aden. Etiopski vladar Menelik II., car Abesinije, poslao je manje skupine vojnika i mjesne bande u Ogaden s ciljem istjerivanja Britanaca nazad u područje Britanskog Somalilanda, odnosno unutar granica Somalije. Misija je uspješno izvršena i Britanci su se povukli u svoja uporišta na sjeveru Somalije.
Hassan je nakon razočaranja u mjesne vjerske vođe 1897. napustio Berberu. Dvije godine kasnije, nekoliko britanskih vojnika prodalo mu je službeni pištolj. Nekoliko dana kasnije, Hassan je skupio pristaše i provalio u britanski tabor te ukrao značajnu količinu vatrenog oružja. O navedenom slučaju pisao je i britanski vice-konzul u Somalilandu kako bi informirao središnju vlast u Londonu. Ubrzo je Hassan uspostavio Dervišku državu i počeo borbu protiv Etiopljana.